# Francofonte
Francofonte est une commune italienne de la province de Syracuse dans la région Sicile en Italie.

## Administration
| Période                                  | Période  | Identité          | Étiquette | Qualité |
| ---------------------------------------- | -------- | ----------------- | --------- | ------- |
| Depuis 2008                              | 2013     | Giuseppe Castania |           |         |
| 10 juin 2013                             | En cours | Salvatore Palermo |           |         |
| Les données manquantes sont à compléter. |          |                   |           |         |

### Communes limitrophes
Buccheri, Carlentini, Lentini, Militello in Val di Catania, Vizzini